# Let's Get Excited
"Let's Get Excited" – trzeci singiel brytyjskiej wokalistki Aleshy Dixon promujący jej drugi album studyjny The Alesha Show.

## Listy przebojów
| Notowania (2009 r.) | Pozycja |
| ------------------- | ------- |
| UK Singles Chart    | 37      |